# 鄧偉棕
鄧偉棕（Herman Tang），香港律師，目前為鄧王周廖成利律師行的成員。早年曾就讀荃灣官立中學，1982年畢業於香港中文大學，主修社會學，副修翻譯。畢業後曾在報社任職，也曾擔任政務主任，後來於1992年從倫敦大學取得法律學士，成為律師。他目前也擔任香港民主發展網絡等組織的委員。